# Хосам Хасан
Хосам Хасан (на арабски: حسام حسن) е египетски футболист и после треньор по футбол.
Брат е на сегашния национал на Египет Ахмед Хасан.
Към 2006 г. има 169 мача за националния отбор на Египет и 69 гола. През януари 2007 г. приключва договора си с Ел Итихад, след което започва треньорска кариера с отбора на Ел-Масри.